# 显宁寺

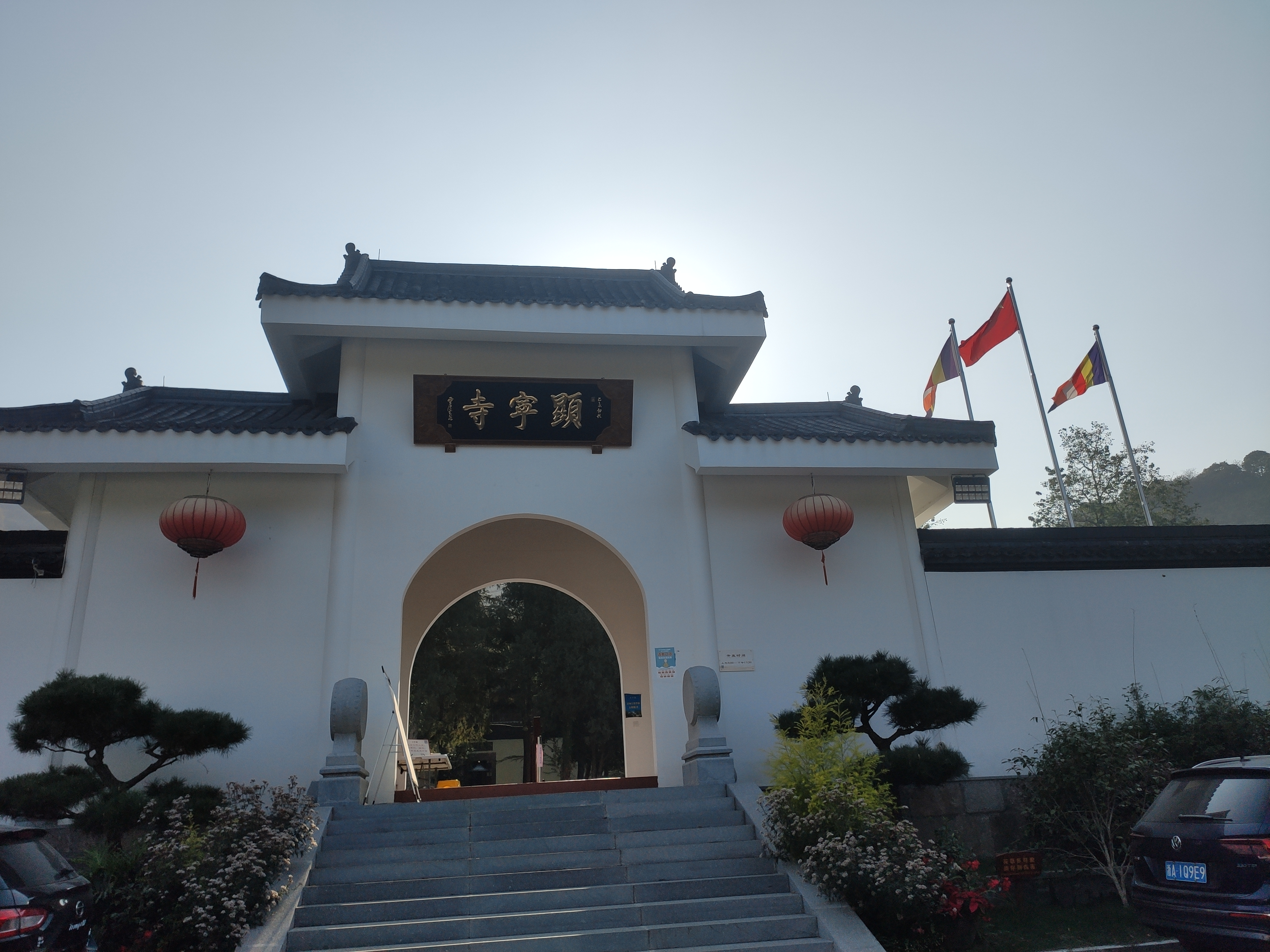

30°22′31″N 120°11′26″E / 30.37528°N 120.19056°E显宁寺位于杭州市拱墅区半山街道刘文村境内，半山西北麓，始建年代未见史料记载，为刘正夫的功德院。古有“南有灵隐寺，北有显宁寺”之称。原寺建有紫佛殿、观音殿等四座大殿，现仅存1930年建造的一座。

## 历史
显宁寺在宋末毁于兵燹，明崇祯年间重建。藏经楼由僧明道于1931年募资修造。新中国成立后曾被用作杭钢疗养院。

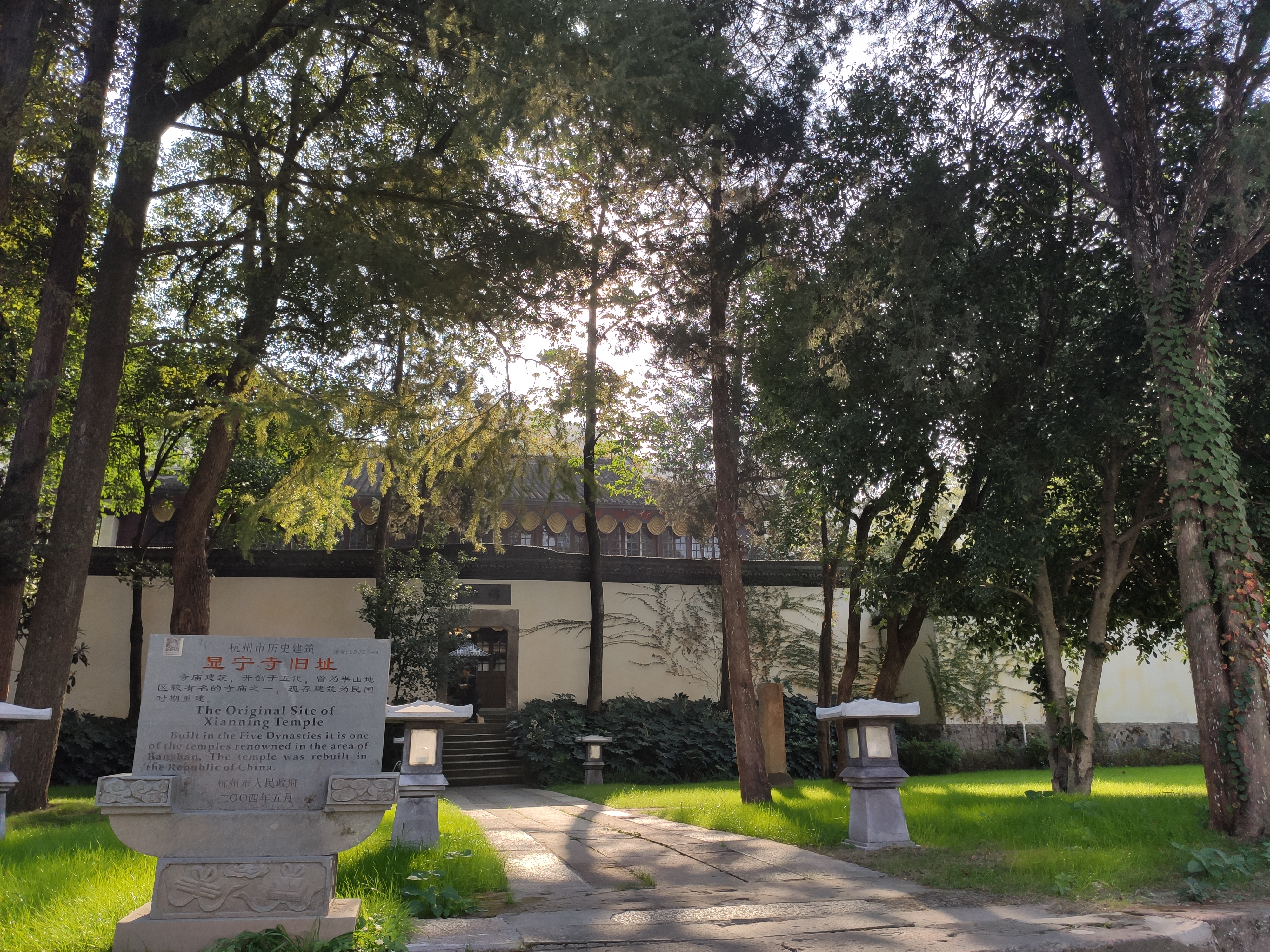

2004年，被列入杭州市第一批历史保护建筑。2017年底，显宁寺修缮工程启动，用地25亩，改造建筑面积1200平方米，于2019年11月重新对外开放。

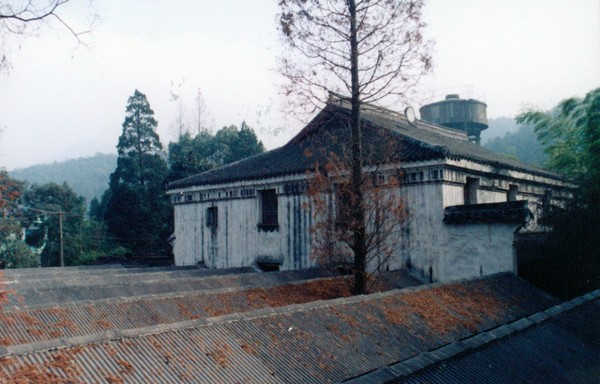
修复前的显宁寺藏经阁，为民国建筑

## 苗刘兵变
宋高宗赵构被苗傅和刘正彦之叛军逼宫退位的暂居之处为显宁寺，又称为睿圣宫或显忠寺。此寺与半山的显宁寺可能同为刘正夫的功德院，而非同一座寺庙建筑。